# Cystoagaricus
Cystoagaricus es un género de hongos Agaricales, perteneciente a la familia Psathyrellaceae.

## Especies
- Cystoagaricus jujuyensis
- Cystoagaricus sachaensis
- Cystoagaricus strobilomyces
- Cystoagaricus trisulphuratus